# 24387 Trettel
24387 Trettel este un asteroid din centura principală de asteroizi.

## Descriere
24387 Trettel este un asteroid din centura principală de asteroizi. A fost descoperit pe 7 ianuarie 2000 la Socorro, New Mexico, în cadrul proiectului LINEAR. Asteroidul prezintă o orbită caracterizată de o semiaxă mare de 2,73 ua, o excentricitate de 0,13 și o înclinație de 6,5° în raport cu ecliptica.